# 原哲夫
原 哲夫（はら てつお、1961年9月2日 - ）は、日本の漫画家。東京都渋谷区生まれで埼玉県越谷市育ち。代表作に『北斗の拳』など。既婚。

## 来歴
子供のころは『天才バカボン』や『タイガーマスク』を見て育ち、絵は『タイガーマスク』の影響を受けたという。小学校4年から越谷市に住み、越谷市立大沢北小学校、越谷市立栄進中学校、私立本郷高校デザイン科卒。トランザクション創業者の石川諭は小学校から高校までの同級生で友人。現代美術家の村上隆も高校の同級生（ただし村上は普通科に在籍）である。本郷高校在籍時は漫画劇画部に所属。駒澤大学仏教学部中退。
漫画家を目指して『週刊少年ジャンプ』に持ち込みを始める。高校の先輩である秋本治の仕事場を訪問したこともあったという。卒業後は小池一夫主催の劇画村塾に通いながら、堀江信彦の紹介で高橋よしひろのアシスタントを務める。1982年、『スーパーチャレンジャー』で週刊少年ジャンプのフレッシュジャンプ賞を受賞。同年、堀江の勧めでモトクロスを題材にした漫画『鉄のドンキホーテ』（週刊少年ジャンプ）で連載デビュー。この作品は人気が出なかったこと、堀江の「原はもっと大きな話が書けるから、ドンキホーテにこだわらず仕切り直ししよう」という判断などから、わずか連載10回で打ち切りとなる。
1983年、代表作となるバイオレンスアクション漫画『北斗の拳』（『週刊少年ジャンプ』）を連載開始。「秘孔」や「世紀末」といった独特の設定で描かれた『北斗の拳』は驚異的な人気を誇り、1980年代の『週刊少年ジャンプ』を支えると同時に、『魁!!男塾』、『ろくでなしBLUES』など、後のジャンプ漫画の作風に多大な影響を与えた。
1990年から1993年まで、隆慶一郎の小説を原作にした時代劇漫画の『花の慶次 ―雲のかなたに―』（『週刊少年ジャンプ』）を連載。これ以来、時代劇漫画を執筆する機会が多くなる。
2000年には集英社から離れ『週刊コミックバンチ』に移籍、以降、後継誌である『月刊コミックゼノン』に執筆している。移籍に合わせ、雑誌の編集や版権事業を手がける株式会社コアミックスを堀江信彦らと共に設立し、役員に就いている。2005年には子供向けの絵本『森の戦士ボノロン』のプロデュースを行っている。

## 人物
- お笑い芸人のふかわりょうとは母方の従兄弟で、原の叔母(実母の妹)が、ふかわりょうの母親である[6]。原はふかわが小学生だった当時に逢って以降再会のチャンスに恵まれなかったが、2010年、ROCKETMANが自身のベストアルバム『thank you for the music!』を発表するに辺り、原に裏ジャケットのイラストを依頼したことから再会を果たした[7]。原は『爆笑問題のバク天!』（2004年9月25日放送）で、レギュラー降板がかかったふかわに応援イラストを送ったこともある上[8]、原夫人と娘がふかわと親しいことも明かしている[9]。
- 原が劇画調の画風になったきっかけは、『I・餓男』（アイウエオボーイ）（原作・小池一夫、画・池上遼一）の影響だと原本人は語っている。中学生時代に友人からI・餓男の単行本を借りて以来池上遼一の信者になり劇画の虜になった。その後高校のクラブで漫画を書き出したころはひたすら池上遼一のアクションシーンを研究し、その絵や構図、コマ運びを何度も繰り返し模写したという。特にI・餓男のアメリカ編は徹底的に模写を重ねた。小池一夫の劇画村塾に参加したのもI・餓男のファンだったのがその理由だった。2000年ごろのインタビューによると2000年時点で原の仕事場にあるI・餓男の単行本は5代目であるという。「今でも仕事が行き詰まると読み返す、I・餓男は私の原点」と原は語っている。また原は後の池上遼一との対談で『I・餓男』と同時期の池上遼一の代表作『男組』(原作・雁屋哲)の画にも影響を受けたと池上本人に語っている。
- 学生時代は松田優作が好きで、学生時代に画風が今と変わらない松田の似顔絵を描いている。北斗の拳の主人公であるケンシロウは、松田優作、ブルース・リー、映画マッドマックス2のメル・ギブソンらがモデルとなっている。
- 長年にわたる過酷な仕事の影響で円錐角膜を患い、視力はかなり悪くなっている。そのため、患った片目を閉じて描いているが、現在は「根性で描いている」とのこと（絵の線が多いのも、何度も真直ぐな線を引こうと描き直しているためと語っている）。このような事情により、一時期は「蒼天の拳」の連載終了をもって漫画家を引退すると宣言したこともあったが、実際には2010年の「蒼天の拳」の終了後も引き続き「いくさの子 織田三郎信長伝」の執筆を開始し、2022年まで連載を続けていた。
- 「原哲夫」は本名である。自身は関東育ちだが、関西では「はらてつお」といえば吉本新喜劇の俳優原哲男が非常に有名であるため、関西出身の関係者からは何度も「なんでそんな筆名にしたんですか?」と聞かれ、閉口したという。

## 作品リスト

### 北斗の拳
- 北斗の拳 [特別読切版]（1983年、『フレッシュジャンプ』4月号、集英社）
- 北斗の拳II [特別読切第二弾]（1983年、『フレッシュジャンプ』6月号、集英社）
- 北斗の拳（1983年 - 1988年、『週刊少年ジャンプ』、集英社）原作：武論尊
- 蒼天の拳（2001年 - 2010年、『週刊コミックバンチ』、新潮社）監修：武論尊 - 『北斗の拳』の過去を描く物語
- 北斗の拳 -LAST PIECE-（2013年、『月刊コミックゼノン』、徳間書店）原作：武論尊 - 『北斗の拳』の第一部と第二部の間を描いた特別編

### 花の慶次・義風堂々
- 花の慶次 -雲のかなたに-（1990年 - 1993年、『週刊少年ジャンプ』、集英社）原作：隆慶一郎、脚本：麻生未央、全18巻（文庫全10巻）。
  - 義風堂々 直江兼続 -前田慶次月語り-（2008年 - 2010年、『週刊コミックバンチ』、新潮社）原作：原哲夫・堀江信彦、作画：武村勇治、全9巻。
  - 義風堂々!!直江兼続 -前田慶次酒語り-（2010年 - 2014年、『月刊コミックゼノン』、新潮社）原作：原哲夫・堀江信彦、作画：武村勇治、全10巻。
  - 義風堂々!!直江兼続 -前田慶次花語り-（2014年 - 2018年、『月刊コミックゼノン』、新潮社）原作：原哲夫・堀江信彦、作画：出口真人、全14巻。
    - 義風堂々!! 疾風の軍師 -黒田官兵衛-（2013年 - 2017年、『月刊コミックゼノン』、新潮社）原作：原哲夫・堀江信彦、脚本：八津弘幸、作画：山田俊明、全10巻。

  - 前田慶次 かぶき旅（2019年 - 連載中、『月刊コミックゼノン』、新潮社）原作：原哲夫・堀江信彦、作画：出口真人

### その他
- スーパーチャレンジャー（1982年、『週刊少年ジャンプ』4月10日増刊号、集英社）- 原のデビュー作品。下述の『鉄のドンキホーテ』1996年発売のジャンプスーパーエース版2巻の他、次原隆二『少年リーダム〜友情・努力・勝利の詩〜』の単行本第2巻（新潮社・バンチコミックス）にも特別収録の形で収録されている[10]。
- マッドファイター（1982年、『フレッシュジャンプ』8月号、集英社）
- クラッシュヒーロー（1982年、『週刊少年ジャンプ』43号、集英社）原案：阿久沢徹行
- 鉄のドンキホーテ（1982年 - 1983年、『週刊少年ジャンプ』、集英社）
- CYBERブルー（1988年 - 1989年、『週刊少年ジャンプ』、集英社）原作：BOB、脚本：三井隆一
- 職業兇手（1993年、『週刊少年ジャンプ』5-6号、集英社）原作：大沢在昌
- 影武者徳川家康（1994年 - 1995年、『週刊少年ジャンプ』、集英社）原作：隆慶一郎、脚本：會川昇
- 猛き龍星（1995年、『週刊少年ジャンプ』、集英社）
- 輝石燃ゆる時（1996年、『週刊少年ジャンプ』43号、集英社）
- 火焰の掌（1996年、『週刊少年ジャンプ特別編集SpringSpecial』、集英社）
- チェイス－追跡－（1997年、『MANGAオールマン』No.2（巻頭カラー読切40p）、集英社）原作：武論尊
- SAKON（左近） -戦国風雲録-（1997年 - 2000年、『月刊少年ジャンプ』、集英社）原作：隆慶一郎、脚本：二橋進吾
- 九頭龍（1997年 - 1998年、『MANGAオールマン』、集英社）原作：生田正
- 公権力横領捜査官 中坊林太郎（1998年 - 2000年、『BART3230』、集英社）監修：佐高信
- 阿弖流為II世（2000年、『月刊コミックGOTTA』、小学館）原作：高橋克彦
- いくさの子 織田三郎信長伝（2010年[11] - 2022年[12]、『月刊コミックゼノン』、徳間書店）原作：北原星望

## 漫画以外の活動

### キャラクターデザイン
- マッスルボマー（1993年、カプコン）
- スーパーマッスルボマー（1994年、カプコン）
- 森の戦士ボノロン（2005年6月 - 、ノース・スターズ・ピクチャーズ）（プロデュースも兼務）
- いただきマッスル!（2006年4月 - 2007年9月、中京テレビ）オープニングのレギュラーキャラクターイラスト

### その他デザイン
- K-1 ワールドグランプリ2007パンフレット表紙（2007年12月、K-1）パンフレット表紙絵
- 「いくさの子×名古屋市」コラボ 桶狭間PRポスター[13]
- ももいろクローバーZ『ももクロ秋の2大祭り「男祭り2012-Dynamism-」「女祭り2012-Girl’s Imagination」』BOXイラスト[14]
- 純烈「君を奪い去りたい」Cタイプ・ジャケットイラスト[15]
- ポケモンカード「テラスタルフェスex」イルカマンex スペシャルアートレア・イラスト

### 音楽
- パチンコ「CR花の慶次〜斬」（2009年、ニューギン）
  - ひとひらの花（プレミアム大当たりBGM）作詞（森由里子と共著）
  - 煌き（プレミアムラウンドBGM）作詞
- パチンコ「CR花の慶次〜愛」（2010年、ニューギン）
  - 修羅の果てまでも（確変モードBGM）作詞
  - 最後の戦士〜DARING WARRIOR〜（プレミアム大当たりBGM）作詞

## 出演作品

### テレビアニメ
- DD北斗の拳（2013年）ボス 役（モデルは原本人）[16]

## 関連人物

### 師匠
- 高橋よしひろ
- 小池一夫

### アシスタント
- 巻来功士
- 森田まさのり
- 戸舘新吾
- 渡辺保裕
- 出口竜正
- 鬼窪浩久
- 長沢克泰
- 長谷川哲也
- 柳田東一郎
- 松森茂嘉
- 今泉伸二
- ウラモトユウコ[要出典]
- 辻秀輝
- 田中克樹

### 書生（シナリオアシスタント）
- テーラー平良（平良隆久）

### 同僚・友人
- 宮下あきら
- 荒木飛呂彦
- 北条司